# Andro Steinborn
Andro Steinborn (* 1968) ist ein deutscher Filmproduzent.

## Leben
Steinborn ist der Sohn der Schauspielerin und Ärztin Alexandra Kluge und des Herausgebers Bion Steinborn. Er ist studierter Jurist und wechselte im Rahmen seiner Tätigkeit für X Filme Creative Pool ins Produzentenfach. Als Produzent trat er erstmals bei Maria Schraders Liebesleben (2007) in Erscheinung. Als 2006 die Tochtergesellschaft X Filme International gegründet wurde, fungierte Steinborn als Geschäftsführer des neuen Firmenzweiges. Unter seiner Leitung entstanden unter anderem Goodbye Bafana (2007), Funny Games U.S. (2007) und Die Gräfin (2009). 2009 gründete er die in Berlin ansässige Arden Filmproduktion.

## Filmografie (Auswahl)
- 2005: Eine Hochzeit zu dritt
- 2007: Liebesleben
- 2007: Goodbye Bafana
- 2007: Funny Games U.S.
- 2009: Die Gräfin
- 2010: Problema
- 2012: Bar 25 – Tage außerhalb der Zeit
- 2012: Omamamia
- 2013: Yozgat Blues
- 2014: Futuro Beach (Praia do Futuro)
- 2014: Die Kunst des Liebens (Posthumous)
- 2015: Atomic Falafel
- 2017: Denk ich an Deutschland in der Nacht (Dokumentation)
- 2018: Signs of Life
- 2022: Servus Papa, See You in Hell
- 2025: Rave On